# UMgungundlovu
Ne doit pas être confondu avec District d'uMgungundlovu.
uMgungundlovu était la capitale royale du roi zoulou Dingane (1828–1840) lequel établit ce kraal royal en 1829 dans la vallée de l'eMakhosini, près de Lion hill (Singonyama), au sud de la rivière Umfolozi. 
Le mot uMgungundlovu provient de la phrase ungungu we ndlovu, qui, en langue zoulou, signifie (à peu près) : « la place de l'éléphant ». Le terme indlovu (« éléphant ») est utilisé en référence au roi.
Il prend la forme des complexes militaires (amakhanda) mis en place par le roi.

## Situation
Dingane établit son kraal royal, autrement dit sa capitale, à uMgungunglovu en 1829. Il avait pris le pouvoir l'année précédente, après avoir assassiné Chaka, son demi-frère,.
C'est l'un des campements militaires (iKhanda pluriel amaKhanda) royaux, établi dans la vallée de l'eMakhosini, au sud de l'Umfolozi, sur les pentes de la « colline du lion ». Il se situe entre la rivière Umkhumbane au sud et la Nzololo au nord.

## Campement

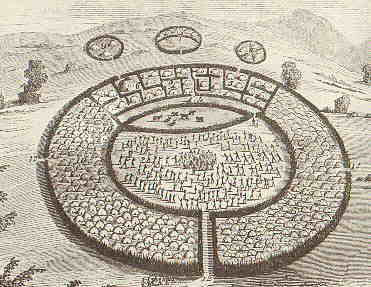
Gravure de 1840 représentant le kraal royal de Dingane.

Il est de forme ovale, presque ronde ; c'est un ikhanda, un campement militaire, délimité par une palissade défensive faite de buissons épais, contenant 1 400 à 1 700 cases, lesquelles abritent 5 000 à 7 000 personnes. Ce nombre varie en fonction du nombre de régiments appelés sur place. Les cases forment un cercle autour d'une aire dégagée, servant à regrouper le bétail (isibaya esikulu) mais aussi pour les parades militaires et les réunions publiques. Les habitations, disposées en arc-de-cercle, sont elles-mêmes encloses par une palissade. L'entrée principale (isango) se trouve vers le bas de la pente au sommet de laquelle se situe le complexe. L'entrée est compartimentée afin de contrôler les entrées et les sorties. D'autres entrées, plus petites, se trouvent à plusieurs endroits de la palissade, permettant d'accéder à l'ikhanda. À l'intérieur du complexe, on trouve de plus petits enclos pour le bétail, situés près de la clôture interne protégeant les habitations,. 
Un enclos plus petit, délimité lui aussi par une palissade, forme l'enceinte royale (isigodlo qu'on traduit par « palais »). Sur le côté oriental se trouvent les cases occupées par les régiments du chef Ndlela, sur le côté ouest, celles du chef Dambuza.

## Enceinte royale
L'enceinte royale (isigodlo) se situe au sud du complexe, à l'opposé de l'entrée principale. Le roi, ses maîtresses (le roi ne fut jamais officiellement marié) et ses servantes, cinq cents personnes au total, résident là. Les femmes sont divisées en deux groupes, celles de l'isogodlo noir, et celles de l'isigodlo blanc. L'isigodlo noir abrite une centaine de privilégiées, parmi lesquelles les favorites du roi. Les autres concubines, souvent offertes au roi par ses principaux sujets, relèvent de l'isigodlo blanc. Le roi choisit aussi les femmes de l'isigodlo blanc à l'occasion de la cérémonie des premiers fruits (en) (umkhosi). Une zone en arc-de-cercle est incluse dans l'isidoglo noir, elle sert aux chants et aux danses du roi et de ses femmes. Les cases de l'isidoglo noir sont disposées par groupes de trois huttes, encloses par des buissons de saule hauts de deux mètres, qui créent un réseau de passages. 
La case privée du roi (ilawu) est située dans un compartiment triangulaire disposant de trois ou quatre entrées. Cette case est très grande et est entretenue par un nombre important de serviteurs ; elle peut aisément abriter cinquante personnes. Les fouilles ont révélé que le sol de l'habitation faisait environ dix mètres de diamètre. Les archéologues ont retrouvé les preuves qu'il existait vingt-deux grands poteaux de soutien, complètement recouverts de perles de verre. Ces faits avaient été relatés par plusieurs témoins, tels Piet Retief, un dirigeant voortrekker, le missionnaire britannique Owen et le missionnaire américain Champion. 
Du côté sud, juste derrière le complexe principal, se trouvent trois groupes de huttes. Le groupe central est utilisé par les femmes de l’isigodlo noir. C'est là que sont initiées les jeunes filles choisies pour servir le roi.[réf. souhaitée]

## kwaMatiwane, la colline des exécutions
kwaMatiwane (« la colline des exécutions ») est une crête située au nord-est d'uMgungundlovu. Elle tire son nom du dirigeant des amaNgwane, Matiwane, exécuté en cet endroit par Dingane en 1829, ; kwaMatiwane signifie littéralement « place de Matiwane ». Ce lieu est surnommé « la colline des exécutions », car Dingane y fait exécuter, presque quotidiennement, ses ennemis mais parfois aussi ses femmes et ses généraux.

## Mort de Piet Retief
Le kraal d'uMgungundlovu est le siège d'un évènement important de l'histoire de l'Afrique du Sud.
Malgré les avertissements du missionnaire Francis Owen, le dirigeant voortrekker Piet Retief négocie en octobre 1837 les termes d'un traité avec le roi. Mais, le 6 février 1838, il est massacré avec la délégation qui l'accompagne, entre quatre-vingt et cent personnes, alors qu'il se trouve sans armes dans l'enceinte d'uMgungundlovu, à l'occasion de la signature du traité. Dingane envoie ensuite ses guerriers tuer les voortrekkers restés, avec femmes et enfants, aux alentours, ce qu'on appelle le « massacre de Weenen »,. Andries Pretorius vient, en décembre 1838, venger la mort de Retief. C'est la bataille de Blood River, à l'occasion de laquelle Dingane est défait, et qui ouvre la voie à la création de la république de Natalia. 

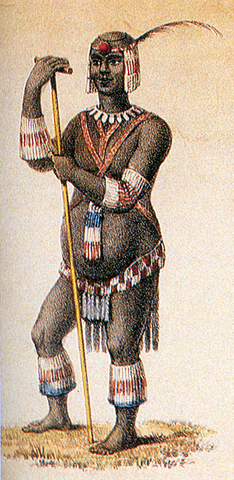
Représentation du roi Dingane, vers 1836.
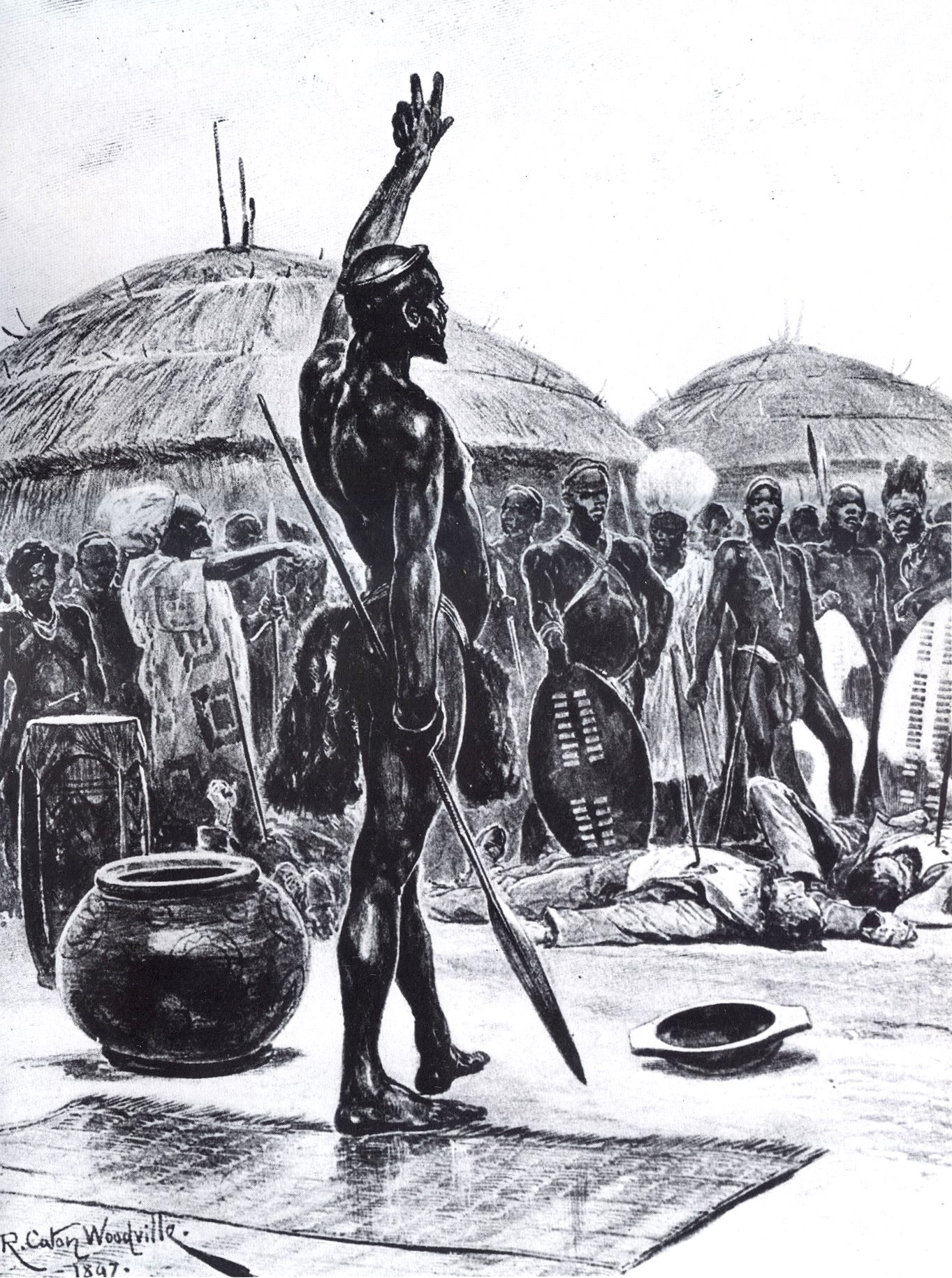
Dingane ordonnant l'exécution des voortrekkers de Retief (vers 1897).
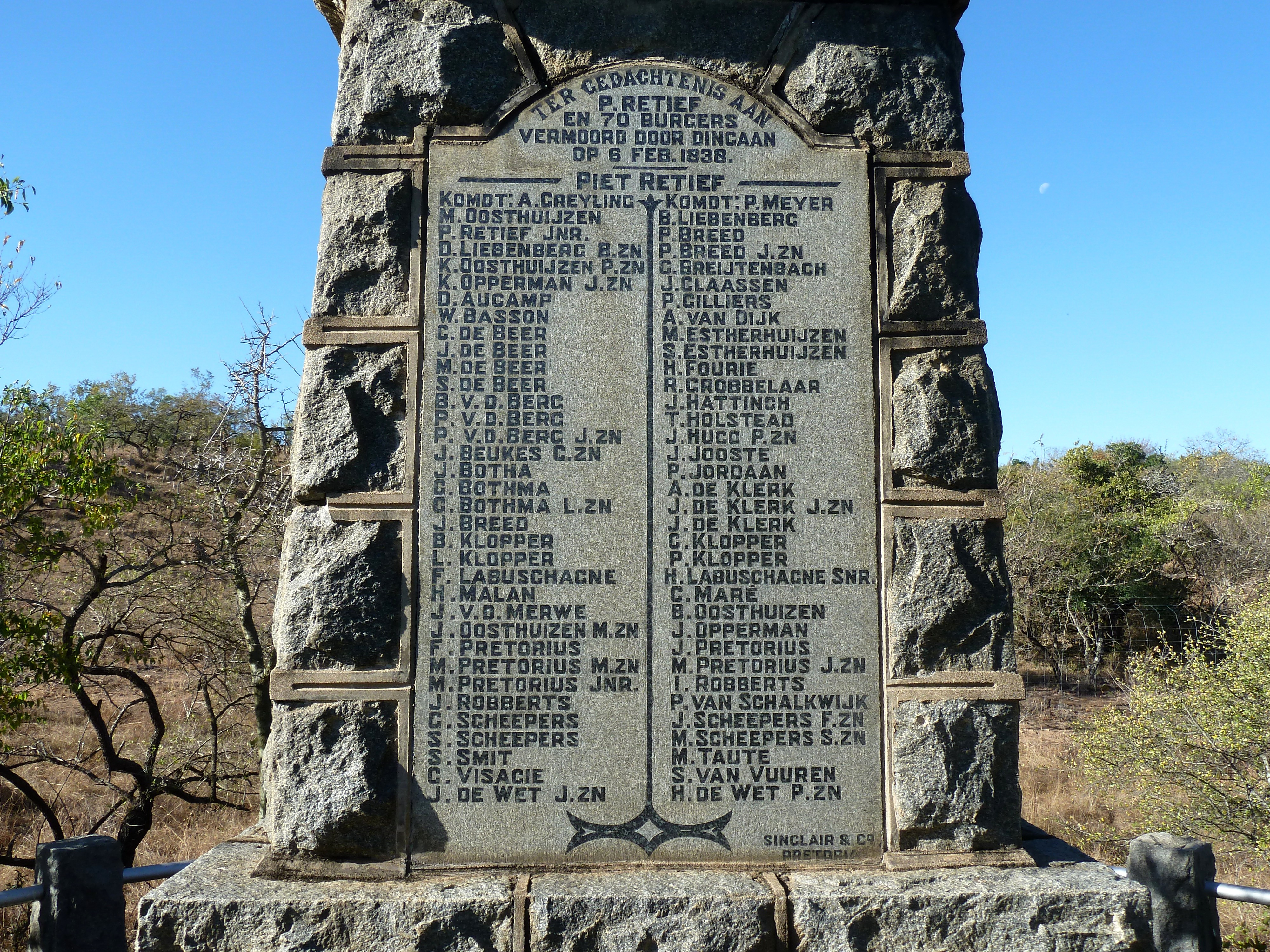
Monument commémorant la mort de Piet Retief et de ses hommes.